# ميخائيل جورج
ميخائيل جورج (بالإنجليزية: Michael George)‏ هو لاعب كرة قدم أسترالية أسترالي، ولد في 18 ديسمبر 1888، وتوفي في 10 يونيو 1957.

## وصلات خارجية
- ميخائيل جورج على موقع AustralianFootball.com (الإنجليزية)
- ميخائيل جورج على موقع AFLtables.com (الإنجليزية)